# サエプタ・ユリア
サエプタ・ユリア（ラテン語: Saepta Iulia）は、ガイウス・ユリウス・カエサルが企図しマルクス・ウィプサニウス・アグリッパが紀元前26年に完成させた、ローマのカンプス・マルティウスにかつて存在した建築物である。トリブス民会の投票場として企図された建物であるが、アウグストゥスが開催した剣闘士試合の会場として使われたり、後には市場として使われることもあった。